# Sergei Stepanov
Sergei Aleksandrovich Stepanov (em russo:  Сергей Александрович Степанов; 24 de fevereiro de 1941) é um matemático russo, especialista em teoria dos números. É conhecido por sua prova de 1969 da hipótese de Riemann para funções zeta de curvas hiperelípticas sobre campos finitos usando métodos elementares, provada a primeira vez por André Weil em 1940–1941 usando métodos sofisticados em geometria algébrica.
Stepanov obteve em 1977 o doutorado russo no Instituto de Matemática Steklov, orientado por Dmitry Konstantinovich Faddeev com a tese (título traduzido em inglês) An elementary method in algebraic number theory. Foi de 1987 a 2000 professor do Instituto de Matemática Steklov em Moscou. Na década de 1990 foi professor da Universidade Bilkent em Ancara. Atualmente trabalha no Institute for Problems of Information Transmission da Academia de Ciências da Rússia.
Stepanov é mais conhecido por seu trabalho em geometria algébrica aritmética, especialmente pelas conjecturas de Weil sobre curvas algébricas. Desenvolveu em 1969 uma prova elementar de um resultado primeiramente provado por André Weil usando métodos sofisticados, não imediatamente entendidos por matemáticos não especialistas em geometria algébrica. Wolfgang Schmidt ampliou o método de Stepanov para provar o resultado geral, e Enrico Bombieri aplicou os trabalhos de Stepanov e Schmidt deduzindo uma prova elementar substancialmente simplificada das hipóteses de Riemann para funções zeta sobre curvas sobre campos finitos.
Foi palestrante convidado do Congresso Internacional de Matemáticos em Vancouver (1974). Recebeu o Prêmio Estatal da URSS em 1975. Foi eleito fellow da American Mathematical Society em 2012.

## Publicações selecionadas
- Codes on Algebraic Curves, Kluwer 1999
- Arithmetic of Algebraic Curves, New York, Plenum Publishing 1994,[9] Russian original: Moscow, Nauka, 1991.
- editor com Cem Yildirim: Number theory and its applications, Marcel Dekker 1999